# Лье, Рольф
Рольф Лье (норв. Rolf Lie; 20 мая 1889, Берген — 18 июня 1959, Тёнсберг, Эстланд) — норвежский гимнаст, чемпион летних Олимпийских игр 1912 года в командном первенстве по произвольной системе.